# Aeschynanthus pedunculatus
Aeschynanthus pedunculatus är en tvåhjärtbladig växtart som beskrevs av John Tylor Middleton. Aeschynanthus pedunculatus ingår i släktet Aeschynanthus och familjen Gesneriaceae. Inga underarter finns listade i Catalogue of Life.